# Gasetsho Gom Gewog
Gasetsho Gom (Dzongkha: དགའ་སེང་ཚོ་གོངམ་) ist einer von fünfzehn Gewogs (Blöcke) des Dzongkhags Wangdue Phodrang in Zentralbhutan. 
Gasetsho Gom Gewog ist wiederum eingeteilt in fünf Chiwogs (Wahlkreise). Laut der Volkszählung von 2005 leben in diesem Gewog 2241 Menschen auf einer Fläche von 29 km² in elf Dörfern bzw. Weilern.
| Chiwog                                   | Dörfer bzw. Weiler |
| ---------------------------------------- | ------------------ |
| Changche Matshigpogto ལྕང་ཅེ་_མ་འཚིག་སྤོག་ཏོ་  | Changche           |
| Changche Matshigpogto ལྕང་ཅེ་_མ་འཚིག་སྤོག་ཏོ་  | Matshigpogto       |
| Khamaedna ཁ་སྨད་ན་                        | Khamaedna          |
| Khamaedna ཁ་སྨད་ན་                        | Tongzhong          |
| Khatoedkha ཁ་སྟོད་ཁ་                       | Khatoedkha         |
| Khatoedkha ཁ་སྟོད་ཁ་                       | Thoukha            |
| Changkha ལྕང་ཁ་                           | Changkha           |
| Changkha ལྕང་ཁ་                           | Pasakha            |
| Changkha ལྕང་ཁ་                           | Temga              |
| Dabchheykha Matshigkha གྲབ་ཅས་ཁ་_མ་འཚིག་ཁ་ | Dabchheykha        |
| Dabchheykha Matshigkha གྲབ་ཅས་ཁ་_མ་འཚིག་ཁ་ | Matshigkha         |